# Warande (wijk in Helmond)
De Warande is een wijk gelegen in het noorden van de Nederlandse gemeente Helmond in de provincie Noord-Brabant. Op 1 januari 2023 telde de wijk 3.120 inwoners.
De naam Warande verwijst naar het stadswandelpark de Warande, waar de wijk aan grenst. In de wijk bevindt zich onder andere de Aarle-Rixtelseweg, een van de langste wegen van de wijk, gezien als de 'Goudkust' van het zuidoosten van de provincie. 
In deze wijk bevinden zich drie buurten: Oranjebuurt, Overbrug en Warande. Overbrug ligt ten noorden van Helmond, aan de weg naar Aarle-Rixtel.
Hoofdplaats: Helmond

Wijken: Binnenstad · Helmond-Oost · Helmond-Noord · 't Hout · Brouwhuis · Helmond-West · Warande · Stiphout · Rijpelberg · Dierdonk · Brandevoort · Industriegebied Zuid

Buurtschappen: Berenbroek · Croy · De Weijer · Diepenbroek · Geeneind · Kloostereind · Kranenbroek · Kruisschot (Dierdonk) · Kruisschot (Stiphout) · Medevoort · Overbrug · Rijpelberg · Scheepstal 

Noord-Brabant: Steden en dorpen      Nederland: Provincies · Gemeenten